# جوني دتش
جوني دتش (بالإنجليزية: Johnny Dutch)‏ هو كاتب سيناريو أمريكي، ولد في 20 يناير 1989 في رالي في الولايات المتحدة.

## وصلات خارجية
- جوني دتش على موقع IMDb (الإنجليزية)

- جوني دتش على موقع الاتحاد الدولي لألعاب القوى (الإنجليزية)
- جوني دتش على موقع الاتحاد الأمريكي لسباقات المضمار والميدان (الإنجليزية)
- جوني دتش على موقع الدوري الماسي (الإنجليزية)
- جوني دتش على موقع TFRRS.org (الإنجليزية)
- جوني دتش على موقع TFRRS.org (الإنجليزية)